# Nyctemera interlectum
Nyctemera interlectum là một loài bướm đêm thuộc phân họ Arctiinae, họ Erebidae.